# Hrušovany (Slowakei)
Hrušovany (deutsch Hruschowan, ungarisch Nyitrakörtvélyes – bis 1907 Körtvélyes) ist eine slowakische Gemeinde im Okres Topoľčany und im Nitriansky kraj mit 1056 Einwohnern (Stand 31. Dezember 2024).

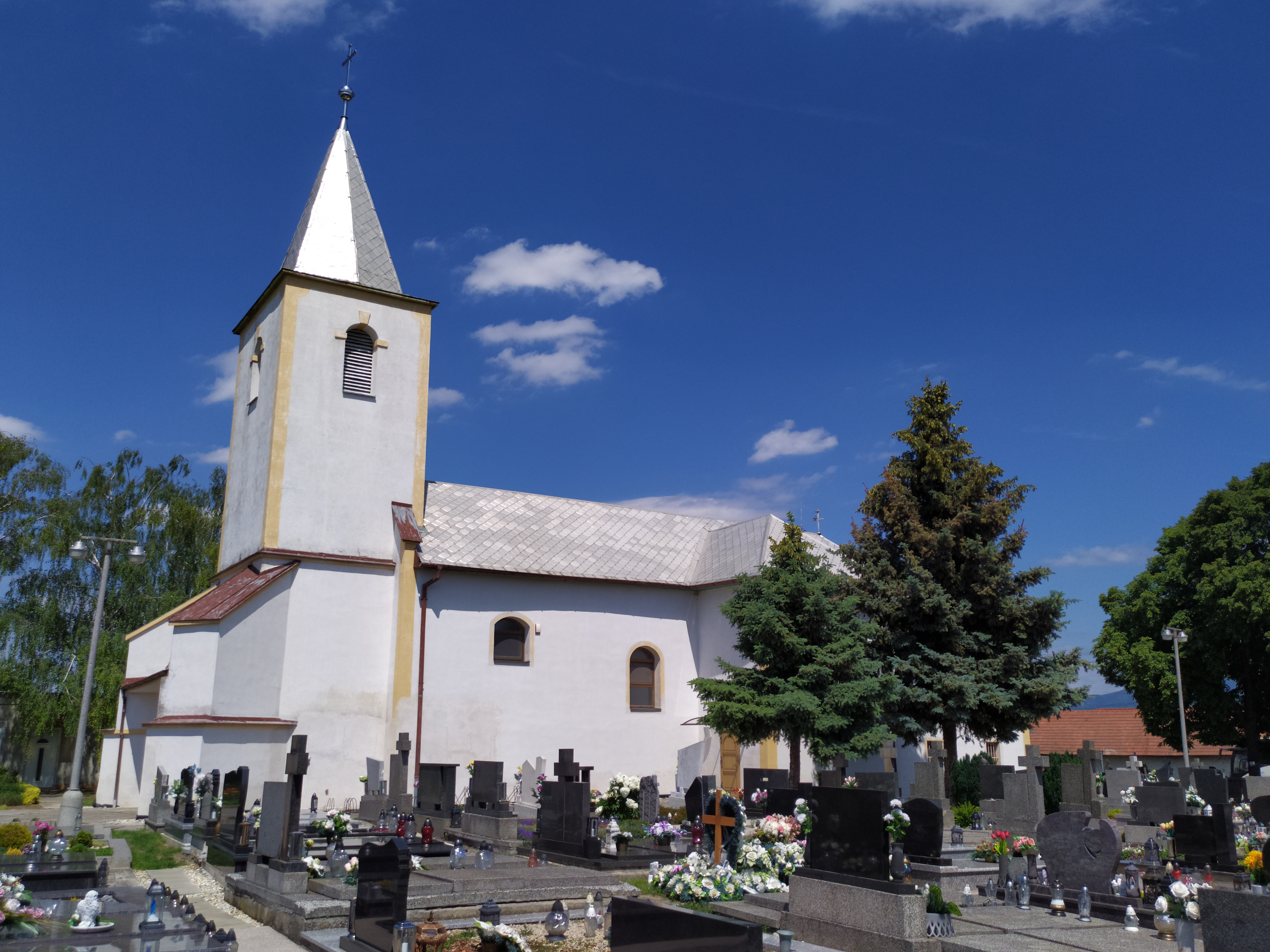
Martinskirche

## Geographie
Die Gemeinde befindet sich im mittleren Teil des Hügellands Nitrianska pahorkatina, am rechten Ufer und der Flurterrasse der Nitra. Das Ortszentrum liegt auf einer Höhe von 157 m n.m. und ist 15 Kilometer von Topoľčany sowie 19 Kilometer von Nitra entfernt.
Nachbargemeinden sind Preseľany im Norden, Horné Lefantovce im Osten, Dolné Lefantovce im Südosten, Koniarovce im Süden und Hruboňovo im Westen.

## Geschichte
Das Gemeindegebiet wurde in der Jungsteinzeit besiedelt. Archäologischen Untersuchungen zufolge gab es Siedlungen der kupfersteinzeitlichen Badener Kultur sowie eine slawische Siedlung aus der Zeit des Mährerreichs.
Hrušovany wurde zum ersten Mal 1318 als Kurtveles schriftlich erwähnt und war zuerst Besitz des Königs sowie des Bistums Neutra. 1332 wurde zudem eine Kirche in einem Papstzehnt-Verzeichnis erwähnt. 1392 wurde der Ort in die der Familie Apponyi gehörende Herrschaft von Oponice eingegliedert. 1715 gab es Weingärten und 19 Haushalte, 1787 hatte die Ortschaft 43 Häuser und 412 Einwohner, 1828 zählte man 69 Häuser und 484 Einwohner, die als Landwirte und Winzer beschäftigt waren. Im Verlaufe des 19. Jahrhunderts wurde Hrušovany in den Jahren 1825, 1835 und 1889 von Großbränden heimgesucht.
Bis 1918 gehörte der im Komitat Neutra liegende Ort zum Königreich Ungarn und kam danach zur Tschechoslowakei beziehungsweise heute Slowakei.

### Ortsname
Der Ortsname lässt sich frei mit „Birnendorf“ übersetzen.

## Bevölkerung
| Jahr                | 1994 | 2004    | 2014    | 2024    |
| ------------------- | ---- | ------- | ------- | ------- |
| Anzahl der Personen | 1133 | 1134    | 1101    | 1056    |
| Unterschied         |      | +0,08 % | −2,91 % | −4,08 % |

| Jahr                | 2023 | 2024    |
| ------------------- | ---- | ------- |
| Anzahl der Personen | 1067 | 1056    |
| Unterschied         |      | −1,03 % |

Gemäß der Volkszählung 2011 wohnten in Hrušovany 1116 Einwohner, davon 1086 Slowaken, jeweils zwei Magyaren und Tschechen sowie ein Ukrainer. 25 Einwohner machten keine Angabe zur Ethnie.
1008 Einwohner bekannten sich zur römisch-katholischen Kirche, sechs Einwohner zur Evangelischen Kirche A. B., drei Einwohner zur reformierten Kirche, ein Einwohner zur orthodoxen Kirche und ein Einwohner zu einer anderen Konfession. 33 Einwohner waren konfessionslos und bei 64 Einwohnern wurde die Konfession nicht ermittelt.

## Bauwerke und Denkmäler
- römisch-katholische Martinskirche im Renaissancestil aus der Mitte des 17. Jahrhunderts, 1736 und im 19. Jahrhundert umgebaut
- Glockenturm aus der Mitte des 19. Jahrhunderts

## Verkehr
Durch Hrušovany passieren sowohl die Straße 1. Ordnung 64 zwischen Nitra und Topoľčany als auch die Bahnstrecke Nové Zámky–Prievidza. Die nächste Haltestelle ist im benachbarten Ort Koniarovce.